# CF 몽레알
CF 몽레알(프랑스어: CF Montréal) 또는 클뤼브 드 풋 몽레알(프랑스어: Club de Foot Montréal)은 캐나다 퀘벡주 몬트리올을 연고로 하는 프로축구단으로 현재 미국의 메이저 리그 사커에 참가하고 있다.

## 역사
2010년 미국·캐나다 최상위 리그인 메이저 리그 사커(MLS) 소속 팀으로 창단되었으며 2012년부터 참가했다. 전신이 되는 몬트리올 임팩트 / 앵팍트 드 몽레알은 본래 1992년 미국·캐나다 통합리그인 아메리칸 프로페셔널 사커 리그(American Professional Soccer League) 소속 팀으로 창단되었고, 2005년 개편된 미국·캐나다 2부 리그 격인 USL 퍼스트 디비전 소속 팀이 되었으며, 2010년부터 2012년까지 USL 퍼스트 디비전을 계승한 북미 축구 리그(NASL) 소속으로 참가했다.
2021년 1월 14일 클럽 명칭르 영어 몬트리얼 임팩트(Montreal Impact)에서 프랑스어 클뤼브 드 풋 몽레알(Club de Foot Montréa)로 변경하였다.

## 우승 기록
- 캐나다 챔피언십 (1회) : 2013

## 선수 명단

### 현역
참고: FIFA 자격 규정에 따라 소속된 국가대표팀 국기를 표시합니다. 선수는 복수의 FIFA 비회원국 국적을 가지고 있을 수 있습니다.
| 번호 | 포지션 | 국적       | 이름              |
| ---- | ------ | ---------- | ----------------- |
| 2    | MF     | 케냐       | 빅터 와냐마       |
| 3    | DF     | 우루과이   | 호아킨 소사       |
| 4    | DF     | 콜롬비아   | 페르난도 알바레즈 |
| 7    | FW     | 가나       | 콰드우 오포쿠     |
| 8    | MF     |            | 도미니크 얀코프   |
| 9    | FW     | 우루과이   | 마티아스 코카로   |
| 10   | MF     |            | 브라이스 듀크     |
| 14   | FW     | 나이지리아 | 수누시 이브라힘   |
| 17   | FW     | 베네수엘라 | 조세프 마르티네스 |
| 21   | MF     |            | 라시 라팔라이넨   |

| 번호 | 포지션 | 국적 | 이름              |
| ---- | ------ | ---- | ----------------- |
| 24   | DF     |      | 조지 캠벨         |
| 25   | DF     |      | 가브리엘레 코르보 |
| 33   | GK     |      | 로건 케터러       |

## 역대 감독
| 감독        | 임기        |
| ----------- | ----------- |
| 제시 마시   | 2011 ~ 2012 |
| 레미 가르드 | 2017 ~ 2019 |

## 홈경기장
| 경기장                   | 사용기간    | 장소             | 팀명                               | 비고          |
| ------------------------ | ----------- | ---------------- | ---------------------------------- | ------------- |
| 스타드 사푸토            | 2012년~현재 | 퀘백 주 몬트리올 | 몬트리올 임팩트 (앵팍트 드 몽레알) | 빈칸          |
| 몬트리올 올림픽 스타디움 | 2012년~현재 | 퀘백 주 몬트리올 | 몬트리올 임팩트 (앵팍트 드 몽레알) | 빅게임에 한함 |

## 유나이티드 사커 리그제휴팀
- FC 몬트리올 (몬트리올, 퀘백)